# Bencések
A bencések (másképp: Szent Benedek-rend, vagy egyszerűen: bencés rend) – teljes latin nevén: Ordo Sancti Benedicti, rövidítve: OSB – a római katolikus egyház és a nyugati kereszténység legrégebbi szerzetesrendje. Szoros értelemben nincs bencés rend, hanem azokat a Szent Benedek-i kongregációkat foglalja magába, amelyek a római apátprímás vezetésével konföderációban egyesültek, tágabb értelemben minden rendi személyt, aki a benedeki regula szerint él. A középkor folyamán léteztek Szent Benedek-i ihletésű monasztikus rendek; a 15. századtól kongregációk és monostorok léteznek, mint megannyi „bencés szerzetesrend”.
A szemlélődő (kontemplatív) szerzetesek nevüket alapítójukról, Szent Benedekről kapták, aki a 6. század elején, Itáliában kezdett szigorúbb szerzetesi életet élni, és írta meg szerzetesi szabályzatát, azaz reguláját. Bár a Bence név a Vince egyik formája, és nem a Benedeké, a Benedek-rendi elnevezést Magyarországon a 17. század után a bencés név váltotta fel.
A bencések hatása óriási Európa tudomány- és kultúrtörténetében, valamint a katolikus szerzetesség kialakulásában, különösen a kora középkor folyamán. A nyugati szerzetesség kialakulása idején tulajdonképpen ez a rend volt hosszú ideig az egyetlen rend, ahogy az ortodox kereszténységen belül ma is csak egységes szerzetességéről beszélhetünk, amely csupán nyelvileg szegmentálódik. A többi, részben ebből kialakult (pl. ciszterciek), részben tőlük függetlenül alapított nyugati szerzetesrendtől mind szervezetileg, mind életvitelükben jelentősen eltérnek.

## Történetük

### A rend születése

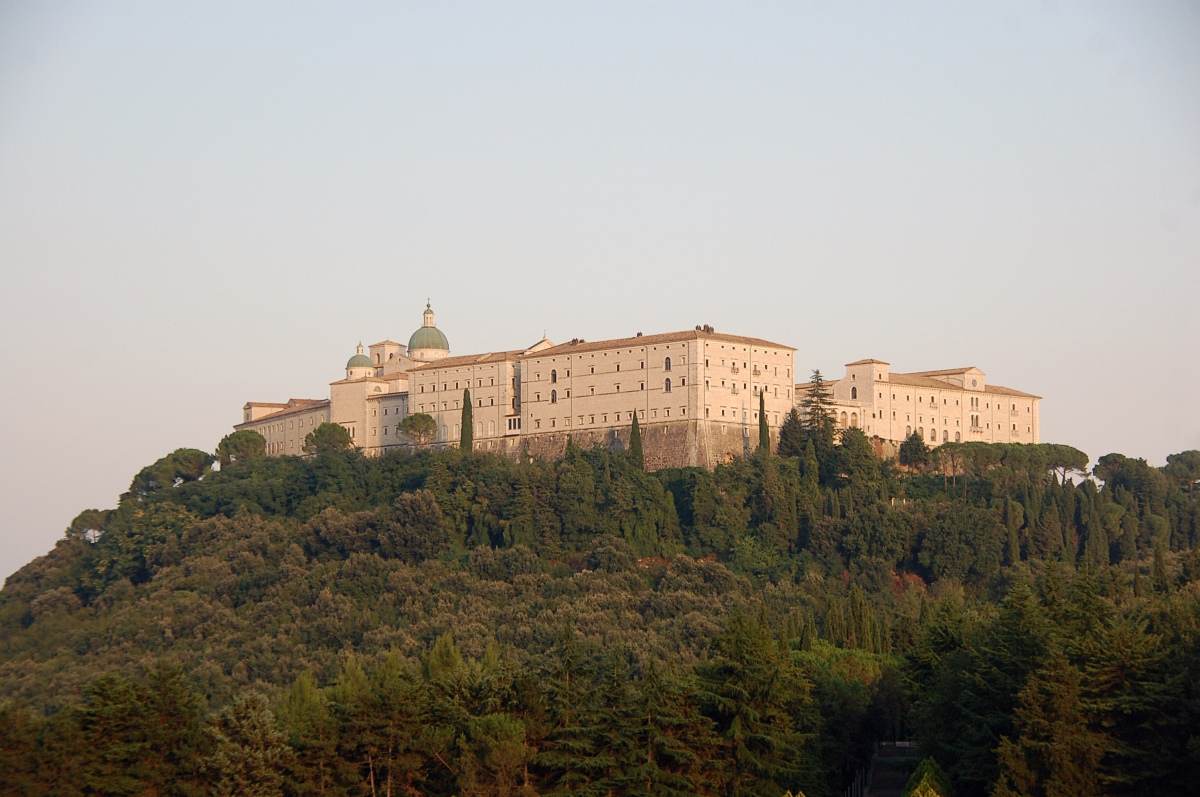
Monte Cassino a nyugati kereszténység egyik legfontosabb kolostora

A bencések általában fekete csuhát viseltek (gyakran hívták őket „fekete testvéreknek”)

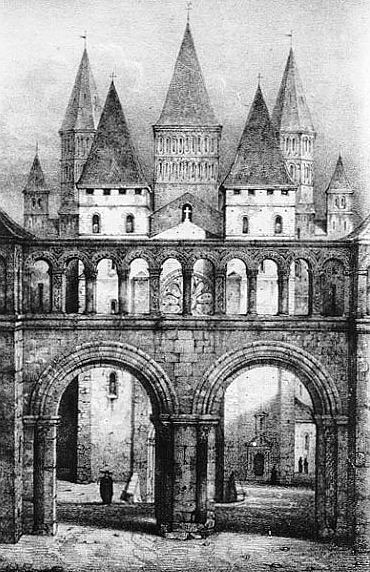
A Clunyi apátság

Benedek, a rend alapítója 480 körül született Nursiában. Miután kitanulta a hét szabad művészetet, illetve Rómában jogot tanult, elvonult a városból és a világtól, remeteéletet kezdett Subiaco erdejében, egy barlangban élve. Három év teljes magány után mind többen kezdtek hozzá elzarándokolni, hogy lelki ügyekben tanácsát kérjék. Ebben az időben döbbent rá arra, hogy egy szerzetesközösségnek világos, közösen elfogadott életszabályzat alapján kell működnie: ez a szabályzat lett Szent Benedek Regulája. Először a subiacói völgyben alapított kisebb közösségeket, majd 529-ben megalapította Monte Cassinót, a nyugati kereszténység egyik legfontosabb kolostorközösségét. Követői mind több monostort alapítottak Subiacóban és Monte Cassinón.
Kezdetben a bencések laikus szerzetesek voltak, ahogy maga Benedek is.

### Virágzása
Kezdetben a rend tagjai csak imádsággal és kézi munkával foglalkoztak („Ora et labora” – Imádkozzál és dolgozzál!). Később a tudományokat is elkezdték művelni.
I. Gergely pápa volt az, aki a bencéseket az egyház térítő, tanító hadseregévé léptette elő. Az addig jobbára csak a kolostorok csendjében élő szerzeteseknek új távlatokat adott a szentatya szava. Az apostolkodás győzött a remeteség magányszeretete felett.
Európa kora középkori keresztény hitre térítésében nagy szerepet vállaltak a bencések. 
Ők kapták az első nagy feladatot, az angolszászok megtérítését.
A bencések nagyobb arányú elterjedése a 6. század végén indult meg, majd Nagy Károly idejében (ur. 768-814) már a legelterjedtebb rendje volt a nyugati kereszténységnek.
A kezdeti Szent Kolumbán-féle ír-skót szerzetesség fokozatosan egybeolvadt a benedeki formákkal és a bencés rendnek a 8. században olyan fényes virágzást biztosított, hogy körükből rajzott ki a térítők és tanítók népes serege az európai kontinensen.
A "pogány"-misszió legfontosabb alakjai: Willibrord, a “’frízek apostola”, és Bonifatius (Bonifác), “Germánia apostola”. Fursey  (Furseus), Kolumbán tanítványa a 7. században a Brit-szigeteken és Észak-Galliában evangelizált.
A skandináv népek apostola a 9. századi Ansgar lett.

#### A Karolingok
Nagy Károly és fia, I. Lajos frank uralkodók támogatásával Anianei Benedek hajtott végre az aacheni zsinat döntése alapján alapvető monasztikus reformot. Neki sikerült, ami Bonifácnak nem, hogy (I. Lajos császár rendeletével) a bencés regulát fogadtassa el a birodalom monostoraival és tegye a szerzetesek egyetlen normájává, s így egységesítse azok lelkiségét és fegyelmét.
Nagy Károly uralkodó kormányzata a még pogány germán és szláv népek közé hittérítőknek a legalkalmasabbnak a bencéseket látta. Ezért hívták a kultúrpolitika intézőjének a bencés Alcuint is Angliából.
Nagy Károly intézkedései kiszélesítették a bencés kolostorok tevékenységi körét tudományos és szociális téren. Ekkor indult meg az ókori római-görög világ szellemi kincseinek átmentése. A kolostorokban szorgalmasan másolták a kéziratokat, a görög és latin írókat magyarázták, tankönyveket szerkesztettek iskolai használatra. Gondoskodtak a betegekről, a kolostorok mellett szerzetesi betegházakban ápolták őket.

#### Központok
A bencés kolostorok lettek a szellemi élet központjai: 
- a mai Franciaország területén: Tours, Corbie, Párizs, Bec (wd);
- a mai Németország és Svájc területén: Fulda, St. Gallen, Reichenau, Tegernsee, Prüm, Regensburg;
- Itáliában: Monte Cassino, Bobbio, Farfa,[5]
- Angliában: Canterbury, York, Westminster, St Alban, Shrewsbury.

### Erkölcsi hanyatlás
A Merovingok uralkodásának végső éveiben, a 8. század közepén lábra kapott erkölcsi süllyedés a bencés kolostorok falai közé is beszivárgott és a szerzetesek szigorát is nagy mértékben meglazította. Ehhez járult, hogy a frank fejedelmek a gazdagabb apátságokat magasabb beosztású egyháziaknak, vagy, ami még rosszabb volt, világiaknak – rendszerint kiérdemesült katonáknak – adományozták (Abba-comites, világi apátok), kik a családjaikkal együtt a kolostorba vonultak s ott bajtársaikkal hónapokon át mulattak.
A kolostorok gazdagsága számtalan vagyonra és tekintélyre vágyó fiatalt vonzott a szerzetesi életre, ami szintén hozzájárult az erkölcsi hanyatláshoz. A rend tagjainak gyakran botrányos életmódja következtében a bencések tekintélye a tömegek szemében rendkívül megcsappant.
Maga a körülmény, hogy a nagyobb földbirtokkal ellátott kolostorok apátjai, az akkori idők szokásai szerint, személyes katonai szolgálatokra és katonaállításra köteleztettek, elég magyarázatul szolgálhat a kolostori életet ellepő erkölcsi elfajulásra, melyről Petrus Venerabilis, valamint az akkori zsinatok szomorú képet nyújtanak.

### Reformtörekvések, új rendek, kongregációk
A középkor derekára a hatalmas birtokokkal rendelkező bencés kolostorok erkölcse mélyre süllyedt. Ezen próbáltak meg segíteni a különféle szerzetesi reformmozgalmak.
Még a 8. század végén, a rend kebeléből támadt reformátor anianei Benedek személyében, aki miután az általa alapított anianei kolostorban (Dél-Franciaország) Szt. Benedek szabályait eredeti szigorban életbe léptette, lankadatlan buzgalommal azon fáradozott, hogy az üdvös reformot valamennyi bencés kolostorra kiterjessze. E reformtörekvések anianei Benedek halálával azonban feledésbe mentek.

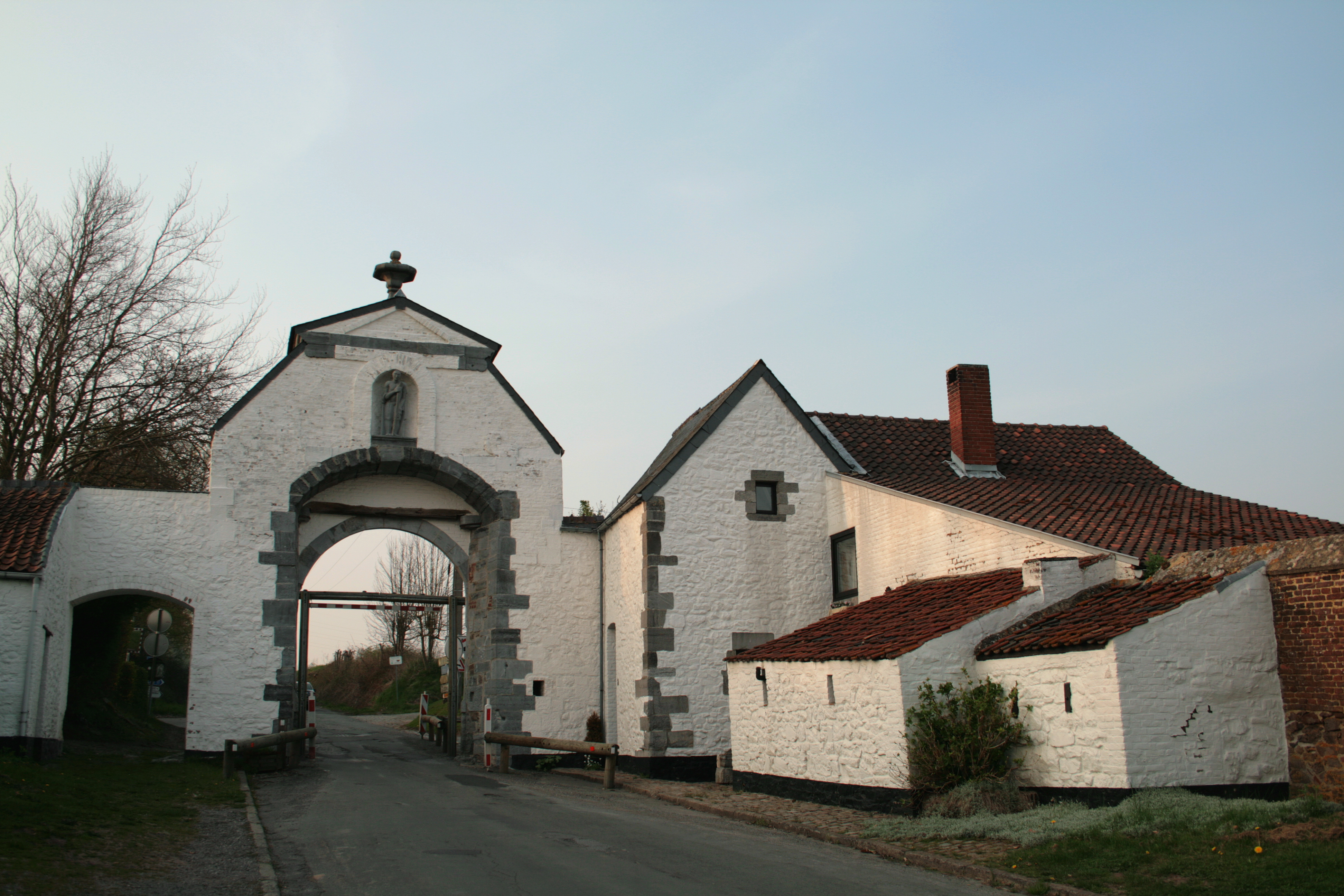
Az egykori Saint-Pierre de Lobbes bencés apátság kapuja a mai Belgiumban

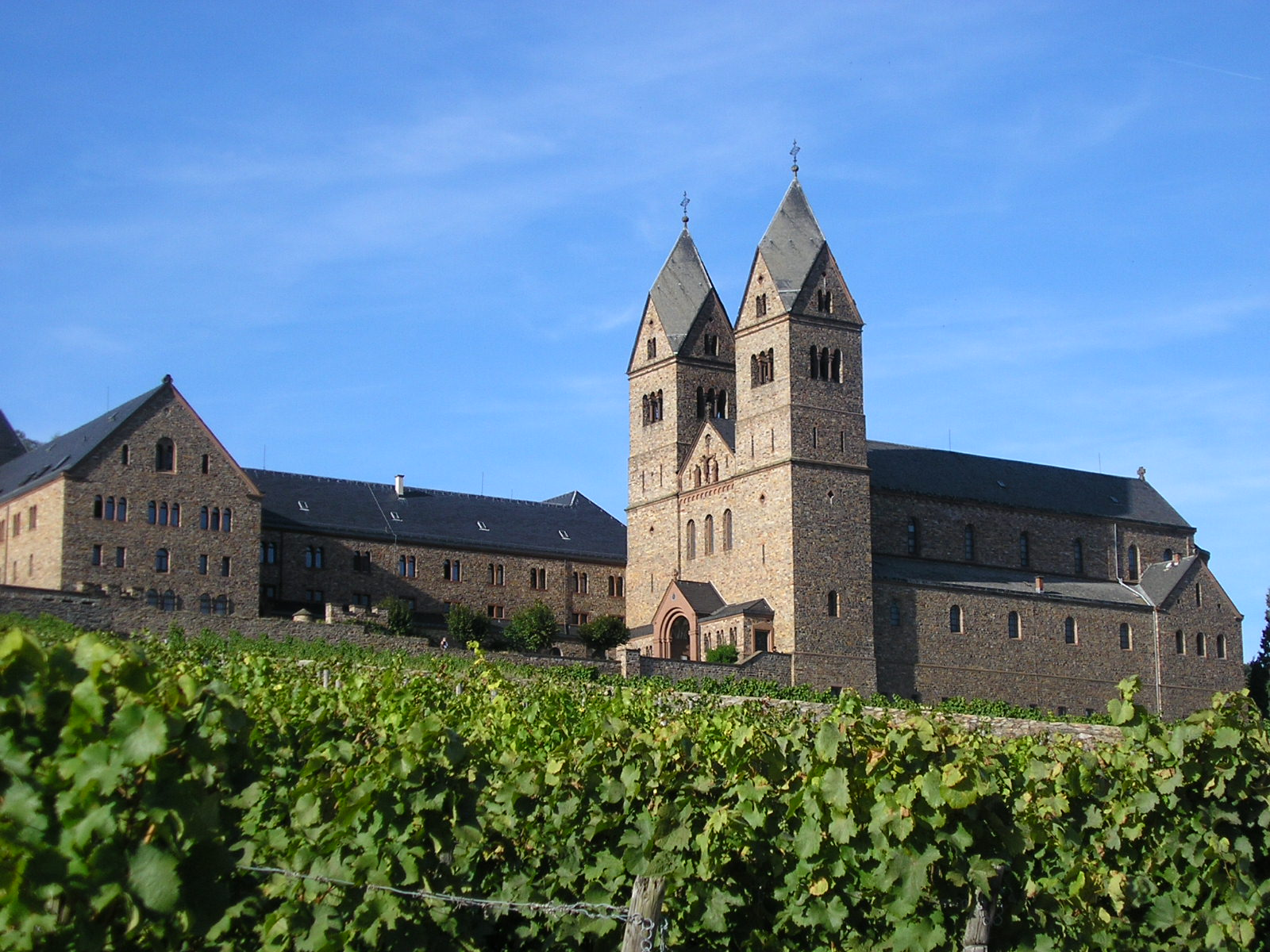
A 12. században alapított Szent Hildegard-apátság és temploma a mai Németország területén

A reformra és újjászervezésre irányuló törekvések folytán mind nagyobb számban létesültek kongregációk, melyek által egyes anyakolostorok a körülöttük fekvő kisebb-nagyobb számú kolostorokkal szorosabb viszonyba és összeköttetésbe léptek, velük együtt Szt. Benedek ugyanazon szabályainak engedelmeskedtek és felettük a felügyeletet gyakorolták. Így keletkeztek: Franciaországban a cluny-i kongregáció (910); Itáliában a kamalduli (1012 ?), valombrosai (1036), Németországban a kirschaui (1069) stb. Sőt új szerzetesrendek is támadtak a rendből: a grammontiak (1073), fontevraultiak, guilbertinek, humiliátok, cölesztiniek, feuillantok.
A reformtörekvések közül kiemelkedett a lotharingiai és a clunyi reform. A 11. században az európai méretű megújulás központja a burgundiai Cluny kolostora lett.
Nemsokára a rend ismét reformra szorult és a régi szabályok alapján két reformált bencés rend is alakult: ciszterciek és karthauziak. A cisztercieknek Clairvaux-i Bernát volt a büszkeségük, akiről olykor bernardiusok-nak is nevezték magukat.
Az új szerzetesrendeknek, különösen a cisztercieknek elterjedése, nemkülönben a koldulórendek keletkezése folytán a bencés rend mindinkább vesztett régi tekintélyéből s befolyásából és így mindinkább hanyatlani is kezdett. Sikerteleneknek bizonyultak a viennei (1311) és valenciai (1322) zsinatoknak a rend reformálására irányuló határozatai.
A konstanzi és bázeli-firenzei zsinatok is sürgették a rend reformját, a fegyelem helyreállítása mellett, és elhatározták azt is, hogy ama régi szokással, mely szerint a rendbe csakis nemes ifjakat vettek föl, felhagynak. Mindezeknél azonban több eredménnyel működtek a rendnek javításán egyes lelkes férfiak; így Itáliában Ludovico Barbo apát (a 15. század elején) és különösen Rode János (Johannes Rode) és Mindeni János apátok (1433 körül) Németországban. Az ezen utóbbiak által kezdeményezett reformot számos szász, rajnai és vesztfáliai kolostor fogadta el (bursfeldi kongregáció).

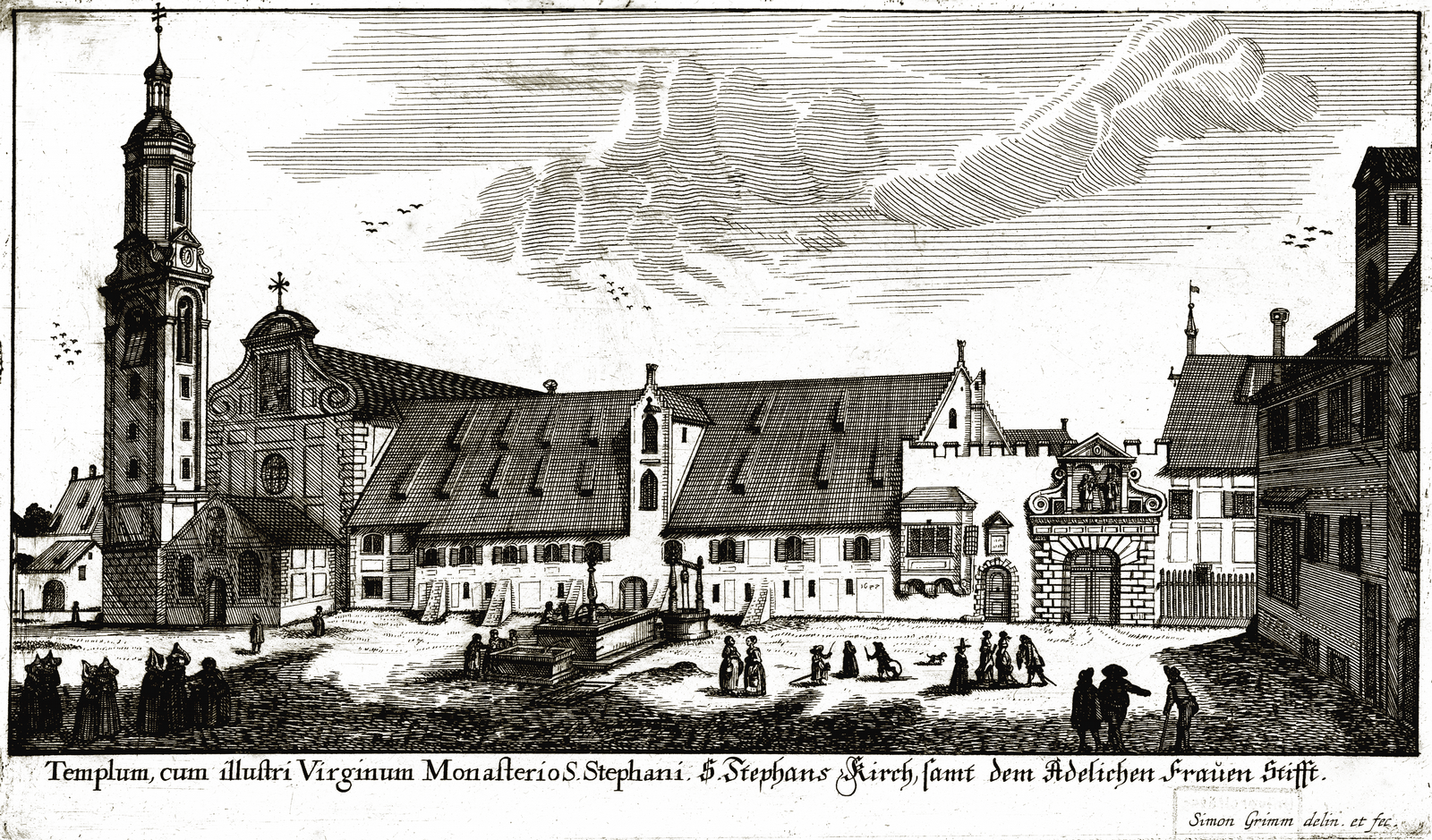
Az Augsburg-i Szent István bencés apátság a 17. században

Hatalmas lendületet adott e reformtörekvéseknek a tridenti zsinat azon határozata, amely elrendeli, hogy az eddig elszigetelten álló kolostorok egymás közt kongregációkká alakuljanak. Így keletkezett a VIII. Kelemen pápa által 1604-ben megerősített Szt. Vanne és Hidulf-féle kongregáció, melyből nemsokára (1618) a még tekintélyesebb és híresebb Szt. Mór-féle kongregáció (Congragetio S. Mauri) fejlődött ki. Ez új kongregációt XV. Gergely pápa erősítette meg 1621-ben, mire az nemsokára 180 franciaországi apátságot és perjelséget vont körébe, és főnökül (az akkor Párizs melletti) Saint-Germain-des-Prés-apátságban székelő főapátot ismerte el. A maurinusok kongregációja (Congregatio S. Mauri) főleg papnevelő intézetek és nemesi iskolák vezetésében, valamint a magasabb egyházi tudományosság művelésében tűnt ki.

### Anglia
Angliában a számos pestisjárvány, valamint a százéves háború és a rózsák háborúja miatt a 16. század elejére a bencés apátságok elnéptelenedtek, a megmaradt szerzetesek erkölcsi szintje pedig meglehetősen alacsony volt. A bencések azonban továbbra is figyelemre méltó hatást gyakoroltak az angol egyházi és polgári életre: a reformáció idején huszonnégy apát ült a parlamentben, további tizenhat pedig a báró rangját töltötte be; az akkori tizenhat angol egyházmegye közül kilenc püspök székhelye bencés apátság volt, a szerzetesek pedig fontos szerepet játszottak a püspökök megválasztásában.

### Újkor

#### A reformáció kora
Luther Márton a De votis monasticis iudicium ( 1521 ) című írásában keményen támadta azt a tant, amely szerint a kolostori élet megfelelő formája lenne Krisztus követésének. A protestantizmus elterjedése az európai országokban a bencés szerzetesség eltűnéséhez vezetett Dánia, Svédország és Norvégia királyságaiban, továbbá Angliában, Észak-Németországban és Hollandiában is.
A 16. századi Európában a korábban létező több mint 1500 bencés apátság közül csak 800 maradt fenn. Németországban 200 bencés kolostor tűnt el a 16. század folyamán.
A helyi urak kihasználták az új lehetőséget, hogy elkobozzák a gazdag apátságok vagyonát.
Az 1525-ös német parasztháborúban is sok kolostort megtámadtak és lemészárolták az ott lakókat.

#### Barokk és ellenreformáció
A barokk és ellenreformáció korában a katolikus országokban azonban újra virágzásnak indult a bencés szerzetesség. A bencés apátságok pompás barokk stílusban épültek újjá, és számos kolostor vált tudományos, kulturális és oktatási központtá. A bencés élet most először lépett túl Európán, amikor Brazíliában megalapították az Újvilág első apátságait.
Európában az egyik legfontosabb bencés felsőoktatási intézmény az 1622-ben alapított Salzburgi Egyetem volt, amely a Habsburg Birodalom egyetlen bencés egyeteme lett.

#### 18-19. század
A 18. század második felében a felvilágosodás eszméinek, valamint az egyházban a gallikán és a febronianista doktrínák terjedésének folytán a társadalomnak és az államoknak a szerzetesrendekhez való hozzáállása ellenségessé vált. Az új filozófiai irányzatok fenyegették a szerzetességet. A kolostorokat a babonák és az elmaradottság haszontalan helyeinek tekintették.

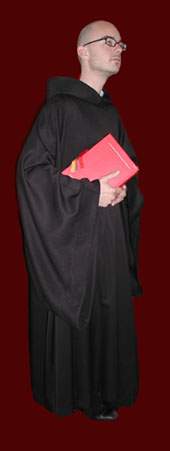
Bencés szerzetes

Franciaországban és Belgiumban a bencés kolostorok száma drasztikusan lecsökkent az 1789-es forradalom után, és nemsokára az utolsó rendközösségek felbomlásához vezetett. 1790-ben betiltották a szerzetességet Franciaországban. Nemsokára állami beavatkozás történt Spanyolországban, Olaszországban és Brazíliában is. Spanyolországban a kolostorokat 1809-ben megszüntették. Itáliában II. Viktor Emánuel király oszlatott fel minden, nem tanítással foglalkozó rendet.
A 19. század közepére egész Európában csak mintegy harminc bencés apátság maradt fenn. Több országban viszont régi kolostorokat alapítottak újra, vagy új közösségeket hoztak létre. A szerzetesek most a fenntartásukért dolgoznak. Az apátok már nem urak, és sokkal közelebb élnek a testvéreikkel.
1893-ban XIII. Leó pápa a Summum Semper kezdetű brévéjével az apátságokat és autonóm bencés házakat egyesítette a Bencés Konföderációban.
A legtöbb közösség már nem latinul, hanem népnyelven kezd énekelni.

### Modern kor
2005-ös adat szerint akkor mintegy 8000 bencés szerzetes volt a világon.
2018-ban a Bencés Konföderáció mintegy 7500 szerzetesből állt 400 kolostorban, amelyek 19 különböző kongregációhoz tartoznak, regionális különbségekkel, sajátos missziókkal vagy sajátos spirituális hagyományokkal. Mintegy 13 000 apáca és nővér  is a rendhez tartozik.
A bencések szorosan együttműködnek a ciszterciekkel és a trappistákkal, amelyek szintén Szent Benedek reguláját követik.

## Magyarországon

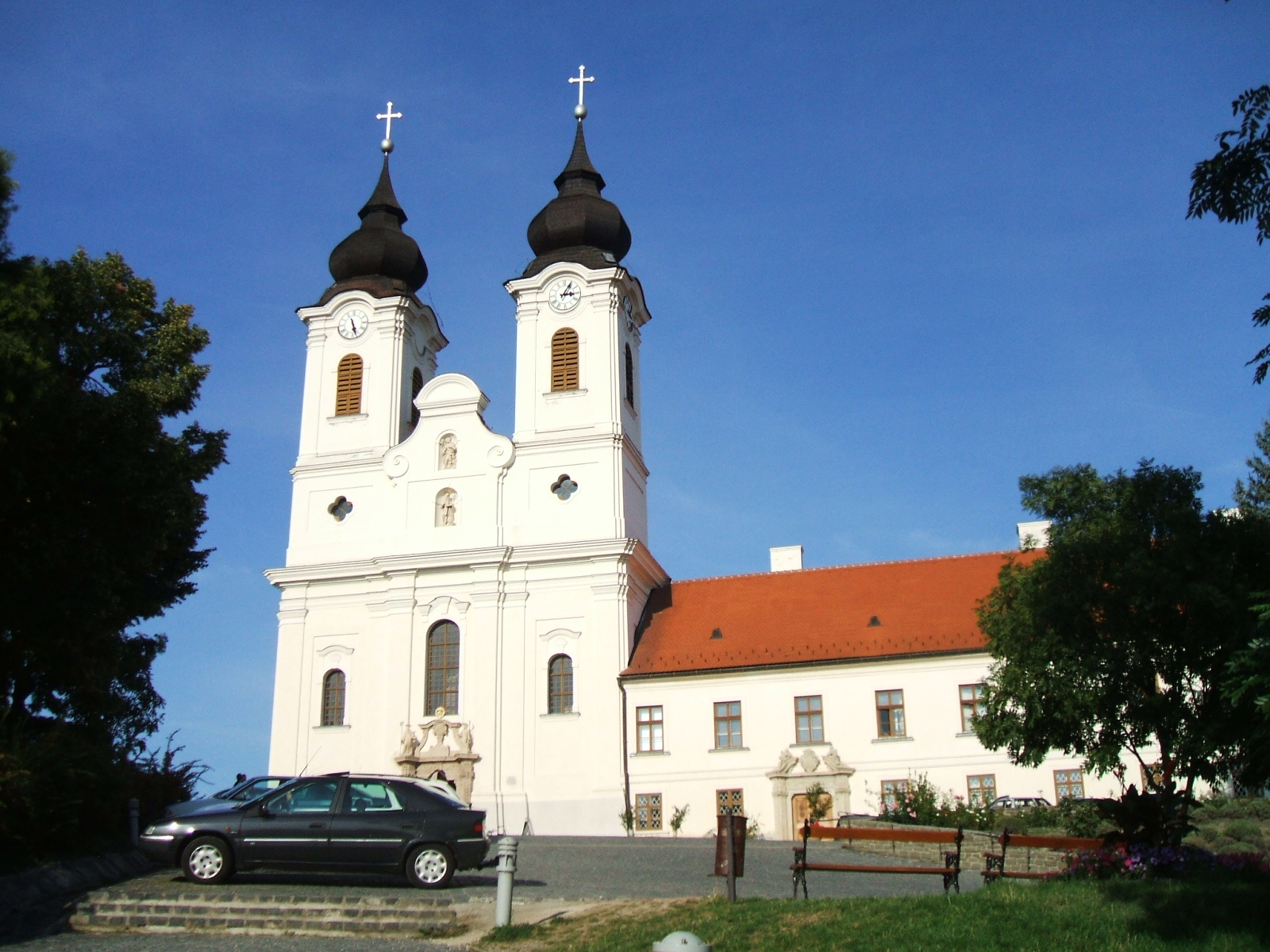
A tihanyi apátság

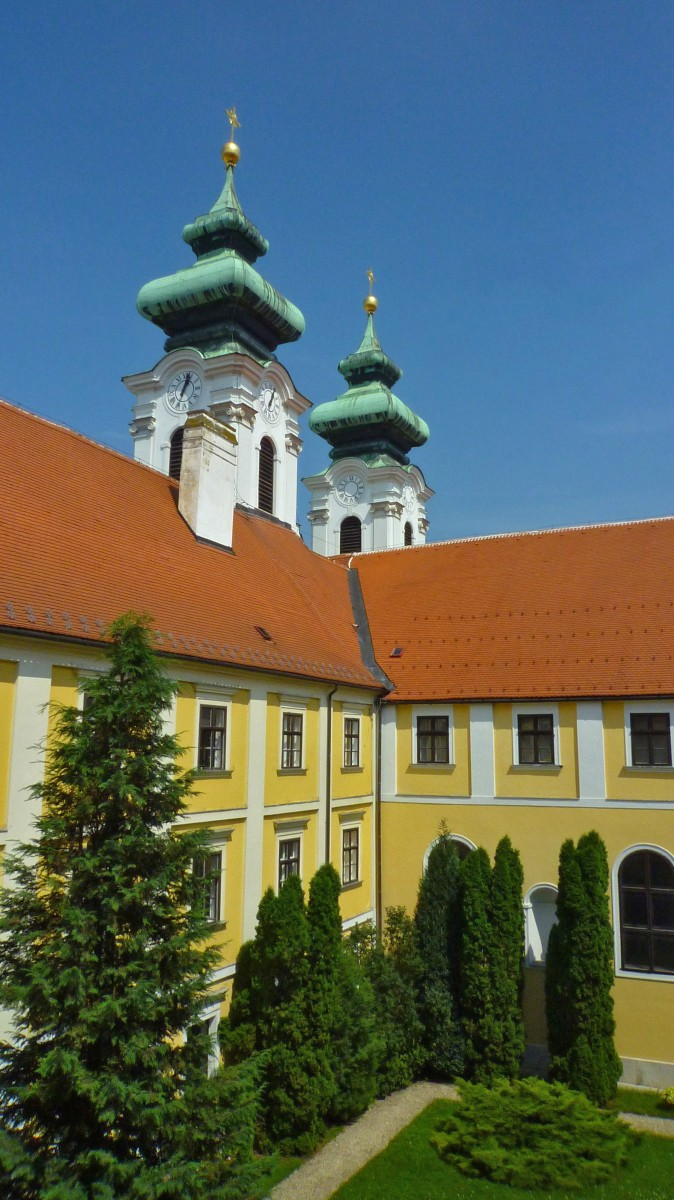
A győri bencés perjelség

Az első bencések 996-ban telepedtek le a (pannonhalmi) Szent Márton hegyén. Az 1001-es királyi kiváltságlevél Monte Cassino jogait adta meg a pannonhalmi apátságnak is. Az Árpád-ház idején a bencések virágzásnak indultak, a 13. században már 90 kolostoruk állt Magyarországon. Ezekben gyakran működött hiteleshely (mai fogalommal közjegyzőség), kolostori iskola, gyakran őriztek ereklyéket, ezért zarándokok is gyakran látogatták őket.
A tatárjáráskor a rend kolostorait is gyászos sors érte; csupán három erősség dacolt sikerrel a tatárok ellen: Esztergom, Fehérvár és Szent-Márton (Pannonhalma). IV. Béla alatt azonban a nemzettel a rend is csakhamar új életre támadt.
A gyakori harcok és a kolostorok növekvő gazdagsága azonban meglazította a szerzetesi fegyelmet a magyar bencéseknél is. Ennek gátlására már a IV. lateráni zsinat (1215) többi között azon határozatot hozta, miszerint a bencések kolostorai a ciszterciták példájára, kongregációkká alakuljanak s apátjaik három évenként káptalant tartsanak, melyre minden kolostor főnöke megjelenni tartozik. Minden ily káptalan alkalmával választottak egy elnököt, kinek más két alárendelt apát kíséretében joga, sőt kötelessége volt az egyes kolostorokat a fegyelem pontos megtartása céljából meglátogatni. A káptalanokon való elnökösködésre, a lateráni zsinat határozata folytán, majd egyik, majd a másik kolostor apátját kérték fel, mely szokás egész a 15. századig tartott.
Veszélyes és jogtalan szokás kezdett elharapózni a rendi apátságok betöltésénél a 15. században, mely abban állott, hogy bencés apátságokra részint világi papokat, részint más szerzeteseket neveztek ki (ún. kommendátor-apátok).
A kommendátori rendszer szétzilálta a hazai bencés szerzetesi életet. Számos leírás szól a 15. században elnéptelenedő kolostorokról, amelyeket sikertelenül próbáltak újra és újra a régi fegyelemre bírni. Az új fellendülés 1506-ban kezdődött, amikor Tolnai Máté a nyolc legjelentősebb királyi bencés apátság összefogásával megteremtette a Magyar Bencés Kongregációt.
A virágzás rövid ideig tartott, a reformáció és a török háborúk hatására néhány évtizedre még a legfontosabb Pannonhalmán is megszűnt a bencés élet. A mohácsi vész következményei a bencésekre is súlyosan nehezedett. A török hadak elől menekülő szerzetesek kolostoraikat elhagyva, részben a védelmi harcban estek el, mások pedig külföldön kerestek biztonságot.  Az elhagyott apátságok és kolostorok birtokait pedig vagy egyesek lefoglalták vagy pedig a nemzet vagyonába olvasztották úgy, hogy a szerzet mintegy önmagától szűnt meg; mert tagjai elhunytak vagy eltűntek, új nemzedék pedig nem lépett helyükbe. Amely apátságot pedig, mint pl. a szent-mártonit még le nem foglalták, ez sem bírt többé szerzetesi jelleggel; tulajdonosa többnyire valamely magasabb beosztású egyházi ember volt, ki néhány világi papot tartott a kolostorban. Utolsóként Pannonhalmát 1586-ban hagyták el a bencések.
A 17. század közepétől újra kolostorokat építettek és feltöltötték a régieket, mígnem 1782-ben II. József kettő kivételével minden kolostorukat bezáratta. Húsz év szünet után, 1802-ben alakult újjá a bencés kongregáció Magyarországon, és működik azóta is töretlenül.
1950-ben, amikor mintegy 300 bencés élt Magyarországon, a magyar bencés szerzetesek számát 70-ben maximálták.
Napjainkban öt helyen: Bakonybélben, Budapesten, Győrben, Pannonhalmán és Tihanyban vannak működő bencés rendházak, ezekben 76 szerzetes él (2008-as adat). A magyar kongregációhoz tartozik a São Paulo-i magyar bencés perjelség (1953 óta), illetve a szlovákiai Komáromban a bencés rendház.
Pannonhalmán napjainkban is magas színvonalú oktatás folyik. Az iskolába csak bentlakásos tanulók járhatnak, akik elfogadják a keresztény és bencés értékrendet. Győrben is működik egy bencés gimnázium.
2003-ban nyitotta meg kapuit Sopronban a Magyar Bencés Kongregáció által fenntartott Idősek Háza is, ahol a dolgozók közel 80 idős lakónak nyújtanak nemcsak testi, de a bencés lelkiségen alapuló lelki, mentális gondozást.

## A rend felépítése

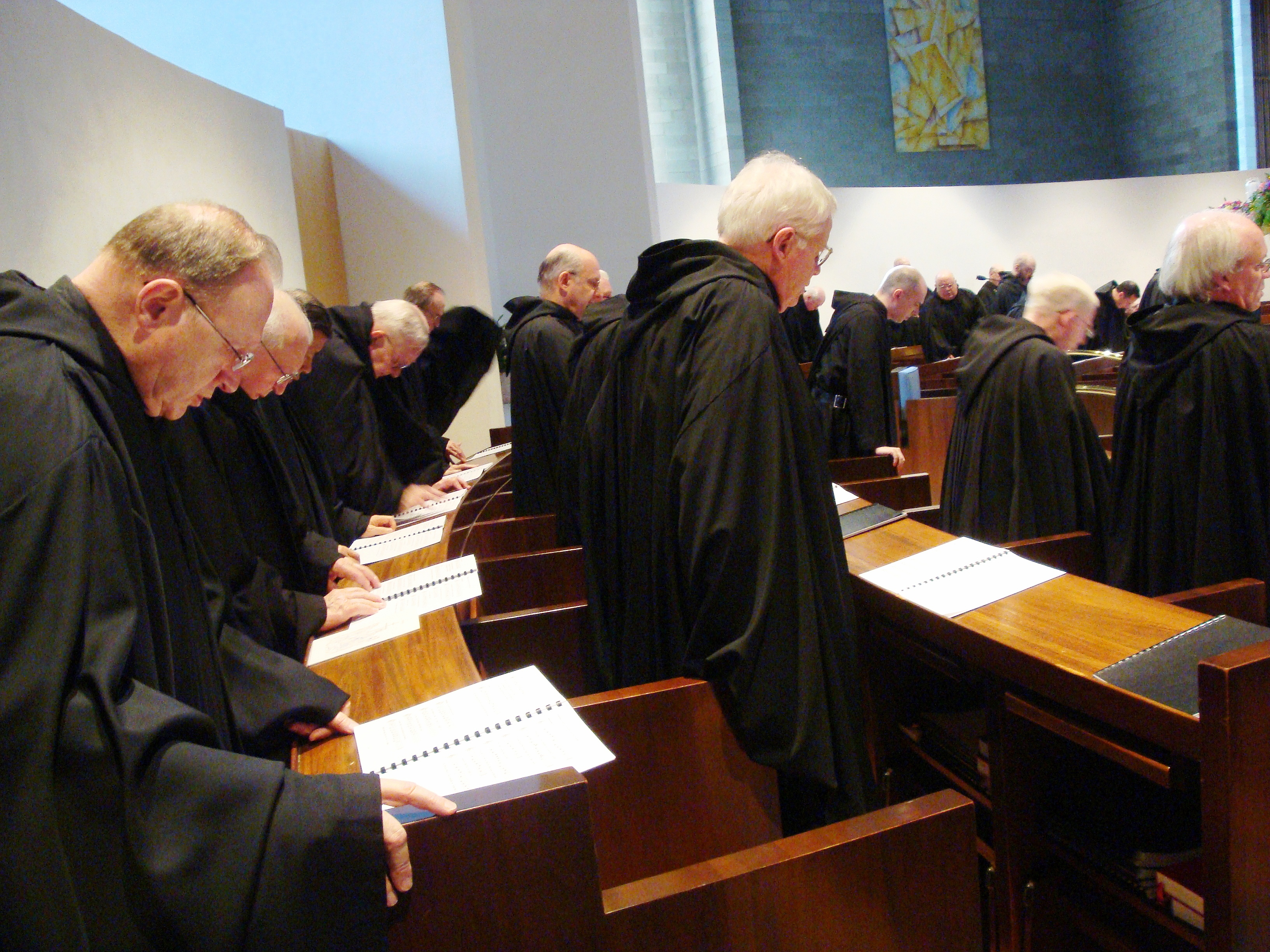
Zsolozsmázó amerikai bencések

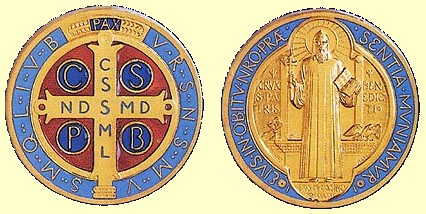
A Szent Benedek-medál, a Római katolikus egyház egyik szentelménye

A Szt. Benedek szabályai szerint élő bencés kolostorok soha nem tettek egymás közt alkotmányosan szervezett és egyeduralmilag kormányzott egységes rendet, mégis a Monte Cassino-i őskolostorban anyaházukat és apátjában legfőbb apátjukat és elnöküket tisztelték mindnyájan.
Tulajdonképpen ma nincs hivatalos „Szent Benedek-rend” a katolikus egyházon belül, hanem több független ház (monostor) van, laza kongregációban. 
Ezek a kongregációk képviseltetik magukat a római központú Bencés Konföderációban. Ennek prímásapátja a 2020-as évek elején az amerikai származású Gregory Polan.
Szent Benedek tanítását, reguláját nem csupán a katolikus egyházon belül követik, hanem protestáns – anglikán, lutheránus – "bencések" is vannak.

## Híres bencések
A rend alapítója, a bencés regula szerzője és a Monte Cassino alapítója: Nursiai Benedek († 547) és nővére, Skolasztika, a női ág alapítója.
Híres bencések: Canterburyi Ágoston, Canterburyi Anzelm, Szt. Ansgar, Beda Venerabilis, Szent Adalbert, Willibrord, Hrabanus Maurus, Alcuin, Arezzói Guidó, Dom Pérignon.
Magyarországon: Szent Gellért, Szent Mór, Jedlik Ányos, Czuczor Gergely, Rómer Flóris
A bencés szentek száma meghaladja a több ezret. Számos bencés szerzetesből lett pápa (pl. VII. Gergely, III. Viktor, II. Szilveszter, II. Orbán, VI. Kelemen, VII. Piusz).